# Jorge L. Ramos
Jorge Ramos (Puerto Rico; 1960) es un periodista puertorriqueño, pionero de la televisión hispana en los Estados Unidos y ganador de tres premios Emmy. Jorge es una figura histórica de Telemundo y es el único miembro activo del equipo que fundó el noticiero de Telemundo 47 en 1980, cuyo nombre en aquel entonces era Informador 47. Jorge fue el primer reportero de dicho noticiero.

## Formación
Se graduó en la Universidad de Puerto Rico, y comenzó su carrera profesional en la radio, aprendiendo las facetas de producción radial.
Desde su llega a Nueva York, ha trabajado en Telemundo, siendo el conductor de programas especiales, así como del Noticiero 47, compartiendo pantalla con figuras como Eusebio Valls, a quien se refiere como "un gran maestro", Denise Oller, Lana Montalbán, María Elvira Salazar, Mari Santana, Carmen Dominicci, Natalia Cruz y actualmente con Patsi Arias.

## Vida personal
Jorge está casado con Yolanda Ramos, y tiene dos hijos: Alejandra, estudiante de literatura en la Universidad George Washington en Washington D. C., y Gabriel Ignacio, Infante de Marina de los Estados Unidos.